# Newton Heath LYR F.C. mùa bóng 1888–89
Mùa giải 1888–89 là mùa giải đầu tiên của Newton Heath trong Liên đoàn bóng đá, Đội bóng đã trở thành một thành viên thuộc giải The Combination trong mùa hè năm 1888. 
Giải The Combination đã thay thế cho giải Liên đoàn bóng đá, nhưng mùa giải đầu tiên của nó không bao giờ được hoàn thành và các trận đấu dừng lại đầu tháng 4 năm 1889. Đây là bất lợi cho Newton Heath, khi Đội bóng được xem là có thành tích tốt nhất trong các giải đấu vào thời điểm đó.
Cũng như tham gia vào giải đấu bóng đá lần đầu tiên, Đội bóng theo truyền thống để thi đấu tại giải Manchester và District Challenge Cup. Đội bóng đã lọt vào chung kết bốn lần tham dự trước, và mùa 1888-89 là không ngoại lệ. Newton Heath gặp Hooley Hill trong trận chung kết tại Whalley Range, đánh bại Hooley Hill với tỷ số 7-0 để vô địch giải đấu lần thứ ba.

## Hội Combination
| Thời gian            | Đối thủ           | H/A | Tỷ số Bt-Bb | Cầu thủ ghi bàn                         | Số lượng khán giả |
| -------------------- | ----------------- | --- | ----------- | --------------------------------------- | ----------------- |
| 22 tháng 9 năm 1888  | Darwen            | H   | 4 – 3       | J. Doughty (2), R. Doughty, Gale        | 3,000             |
| 13 tháng 10 năm 1888 | Derby Midland     | A   | 1 – 1       | Walton                                  | 1,800             |
| 20 tháng 10 năm 1888 | Leek              | H   | 4 – 1       | R. Doughty (2), Gotheridge (2)          | 3,000             |
| 3 tháng 11 năm 1888  | Leek              | A   | 5 – 0       | J. Doughty (3), R. Doughty, Tait        |                   |
| 10 tháng 11 năm 1888 | Burslem Port Vale | A   | 1 – 1       | J. Davies                               |                   |
| 24 tháng 11 năm 1888 | Halliwell         | H   | 2 – 0       | R. Doughty, Tait                        | 3,000             |
| 1 tháng 12 năm 1888  | Bootle            | A   | 1 – 0       | Powell                                  |                   |
| 5 tháng 1 năm 1889   | Darwen            | A   | 0 – 6       |                                         |                   |
| 19 tháng 1 năm 1889  | Burslem Port Vale | H   | 3 – 0       | G. Owen, Gale, Burke                    | 3,000             |
| 26 tháng 1 năm 1889  | Bootle            | H   | 4 – 0       | R. Doughty, J. Doughty, J. Davies, Tait | 4,000             |
| 2 tháng 3 năm 1889   | Derby Midland     | H   | 2 – 0       | Tait, Gotheridge                        |                   |
| 30 tháng 3 năm 1889  | South Shore       | H   | 0 – 1       |                                         | 3,000             |

| Tr | T | H | B | Bt | Bb | Hs | Điểm |
| -- | - | - | - | -- | -- | -- | ---- |
| 12 | 8 | 2 | 2 | 27 | 13 | 14 | 18   |

## Manchester và District Challenge Cup
| Thời gian            | Vòng đấu  | Đối thủ          | H/A             | Tỷ số Bt-Bb | Cầu thủ ghi bàn                                  | Số lượng khán giả |
| -------------------- | --------- | ---------------- | --------------- | ----------- | ------------------------------------------------ | ----------------- |
| 15 tháng 12 năm 1888 | Vòng 1    | West Manchester  | A               | 2 – 1       | J. Doughty, R. Doughty                           | 5,000             |
| 16 tháng 3 năm 1889  | Vòng 2    | Ardwick          | H               | 4 – 1       | Owen, J. Doughty, Gotheridge (2)                 | 2,000             |
| 6 tháng 4 năm 1889   | Bán kết   | Manchester Welsh | West Manchester | 2 – 1       | Owen, J. Doughty                                 | 1,500             |
| 27 tháng 4 năm 1889  | Chung kết | Hooley Hill      | Whalley Range   | 7 – 0       | Gale (2), J. Doughty (3), R. Doughty, Gotheridge | 4,000             |

## Lancashire Junior Cup
| Thời gian            | Vòng đấu | Đối thủ | H/A | Tỷ số Bt-Bb | Cầu thủ ghi bàn | Số lượng khán giả |
| -------------------- | -------- | ------- | --- | ----------- | --------------- | ----------------- |
| 13 tháng 10 năm 1888 | Vòng 1   | Denton  |     | Không       |                 |                   |
| 3 tháng 11 năm 1888  | Vòng 2   | Bury    | A   | 0 – 9       |                 |                   |